# Herbert Suesmann
Herbert Paul Karl Kurt Suesmann (* 25. Mai 1885 in Frankfurt (Oder); † 29. August 1950 in Berlin-Lichterfelde) war preußischer Verwaltungsjurist, Landrat sowie Regierungspräsident in Liegnitz (1934–1936).
1921 wirkte Suesmann vertretungsweise als Landrat im Landkreis Cosel. Im Jahr 1934 wurde er zum Regierungspräsidenten in Liegnitz ernannt. Später leitete Suesmann als Landrat die Kreise Grünberg in Schlesien (1942–1943) und den Landkreis Calau (1943–1945).